# Lira (Uganda)
Lira és una ciutat a la Regio del Nord d'Uganda. El 2020 tenia 116.500 habitants (2014 eren 99.059). El 2022 va rebre l'estatut de ciutat, és el centre urbà principal del districte de Lira.
Lira va ser una de les últimes ciutats d'Uganda detinguda pels partidaris del dictador Idi Amin (1925-2003) durant la guerra d'Uganda i Tanzània (1978-1979). Una força formada per la 201a Brigada de la Força de Defensa del Poble de Tanzània i el Front d'Alliberament Nacional d'Uganda van atacar Lira el 15 de maig de 1979. En van expulsar els partidaris d'Idi Amin després d'una batalla breu. Va ser l'última batalla important de la guerra. El que romania de l'exèrcit d'Amin es va desintegrar completament poc després.
Des del 1968 és seu d'un bisbat catòlic. El 2012 hi va obrir la Universitat de Lira. Les primeres facultats van ser ciències mediambientals, obstetrícia i enginyeria.

## Persones
- John Akii-Bua (1950-1997), atleta